# Elanix Biotechnologies
Elanix Biotechnologies ist ein deutsches Biotechnologieunternehmen mit Sitz in Berlin und operativem Hauptsitz in Nyon in der Schweiz. Es ist im General Standard der Frankfurter Wertpapierbörse notiert.

## Geschichte
Das Unternehmen wurde 1994 in Erfurt unter dem Namen Porta Fenster und Türen AG als Holdinggesellschaft des gleichnamigen, 1966 als Tischlerei gegründeten Herstellers von Fenstern, Türen, Wintergärten und Treppen gegründet. 1998 wurde der Sitz nach Porta Westfalica verlegt und die Holding in Porta Systems AG umbenannt. Im Jahr 2000 beschäftigte Porta Systems rund 550 Mitarbeiter. Am 24. Januar 2003 meldete Porta Systems wegen drohender Zahlungsunfähigkeit und des scharfen Wettbewerbs in der Branche Insolvenz an. Es waren rund 270 Mitarbeiter von der Insolvenz betroffen. Das operative Geschäft wurde aus der Gesellschaft herausgelöst und firmiert heute als Porta Bauelemente & mehr GmbH & Co. KG mit Sitz in Linthe. Nach Abschluss des Insolvenzverfahrens 2008 sah sich die Porta Systems AG nach Beteiligungsmöglichkeiten um. Anfang 2014 wurde bekannt, dass das bislang vollständig privat gehaltene Schweizer Biotechunternehmen Elanix Technologies, das auf den Bereich Hautregeneration und Stammeszellenforschung spezialisiert ist, den Börsenmantel der Porta Systems AG in Form eines Reverse-IPO übernehmen möchte. Elanix Technologies entstand 2013 als Ausgründung aus der Universitätsklinik von Lausanne, vermarktet in der Schweiz bereits zwei rezeptfreie Arzneimittel und plant die Ausweitung auf weitere europäische Länder im September 2016. Am 9. Dezember 2015 wurde die Einbringung der operativen Geschäftsbereiche der Schweizer Elanix Technologies S.A. mit dem Eintrag in das Handelsregister abgeschlossen und die Porta Systems AG in Elanix Biotechnologies AG umbenannt.